# María Dodera
María Dodera (Florida (Uruguay), 12 de septiembre de 1964) es una dramaturga, directora teatral y docente uruguaya.

## Trayectoria
María Gabriela Brescia Dodera, conocida como María Dodera, nació en Montevideo, pero creció en Florida (Uruguay).  Cuenta que cuando era pequeña, con 7 u 8 años, sus padres la llevaron al Teatro a ver Manual para Divorciadas, y fue en ese momento cuando decidió que su vida era el teatro. Dodera se trasladó a Montevideo para estudiar.Estudió economía en la Facultad de Economía de la Universidad de Montevideo, teniendo el título de contadora pública, y se apuntó al grupo universitario de teatro.
Comenzó su carrera teatral formándose con  con Luis Cerminara y Alberto Restuccia en Teatro Uno y actuando en bares y calles. También actuó en El circo de Montevideo, en el Parque de los Aliados, con una obra llamada El pequeño fascista que llevamos dentro. La primera obra teatral que dirigió fue El Segundo Pecado Original, estrenada en 1991, a las que siguieron Electra en 1993 o Zaratustra en 1994. Tras recibir el Premio Florencio Revelación en 1991, se trasladó a París con una beca.  Además de Uruguay y Francia, se ha formado en España, Alemania, Grecia y Argentina.
Ha colaborado en varias ocasiones con el dramaturgo uruguayo Gabriel Peveroni, desde Sarajevo esquina Montevideo, así como con otros dramaturgos uruguayos tales como Roberto Suárez, Laura Echenique o Gabriel Calderón.
A la hora de trabajar, a pesar de que los estrenos duran cada vez menos tiempo en escena, Dodera es de ensayos largos, y suele celebrar clínicas (encuentros) con los espectadores antes de los estrenos. Le gusta llevar las obras a espacios no convencionales, como el Palacio Legislativo (donde se hizo Zaratustra) o el la Torre de las Telecomuncaciones (Edificio Joaquín Torres García), donde se hizo Groenlandia.
Da clases en la EMAD (Escuela Multidisciplinaria de Arte Dramático) de Montevideo.
También ha escrito obras de teatro, como Último Encuentro, que escribió durante la pandemia,y que fue estrenada bajo su dirección en 2021.

## Obras
Ha dirigido más de 40 obras, entre las que cabe destacar Una cita con Calígula (1999), sobre textos de Suárez, estrenada en el teatro Florencio Sánchez del Cerro,o Slaughter, de Sergio Blanco, estrenada en Montevideo en 2022, y cuya puesta en escena fue merecedora de tres Premios Florencio en 2022.
De sus colaboraciones con Gabriel Peveroni, merece la pena señalar El hueco (2004) que trata de tribus urbanas, Groenlandia (2005), Luna roja (2006), Berlín (2007), o Exterminio (2008).Ha colaborado con otros dramaturgos, como Gabriel Calderón, cuya adaptación de “La zapatera prodigiosa” de Lorca ha dirigido Dodera en 2023.
Ganadora del Premio Nacional de las Letras en 2022, en la categoría Dramaturgia, obra édita, por El Último Encuentro.
En 2024 estrena Perro muerto en tintorería en el Teatro Stella, sobre un texto de la escritora española Angélica Lidell.

## Reconocimientos
En 1991, ganó el Premio Florencio revelación, lo que le permitió ir a estudiar a París.
En 2021 fue nombrada Ciudadana Ilustre de la ciudad de Florencia (Uruguay).
Su puesta en escena de la obra Slaughter recibió asimismo tres Premios Florencio en 2022, a la iluminación, ambientación y elenco.